# Mita Schamal
Mita Schamal (* 1966 in Berlin) ist eine deutsche bildende Künstlerin, Keramikerin, Keramikmalerin und ehemalige Schlagzeugerin der DDR-Punkband Namenlos. Sie gehörte als eine der wenigen Frauen zur ersten Generation der Punks in der DDR. Schamal war anschließend als DDR-Untergrundkünstlerin tätig und wirkte in diesem Zusammenhang an Werken der experimentellen Filmkunst und an den Künstlerinnenzeitschriften Liane, 1. Mose 2,25 und Der Schaden mit.

## Leben
Schamal war schon während ihrer Schulzeit am Schlagzeugspiel interessiert. Sie hat zuerst auf einem Koffer geübt und sich später ein Schlagzeug gekauft, um selbst Musik zu machen. Sie gründete 1983 zusammen mit Sängerin Jana Schloßer die Punkband Namenlos, zu der Frank Masch (Bass) und „A-Micha“ (Michael Horschig, Gitarre) dazukamen. Schamal ist damit neben Jana Schloßer und Tatjana Besson von der zeitgleich gegründeten Punkband Die Firma eine der wenigen Frauen, die in der DDR-Punkszene als Musikerinnen aufgetreten sind.
Schamal folgte ihrem Bedürfnis, „Spaß zu tanken“, und dem nach Freiheit von ihrem „verklemmten“ Elternhaus. Im selben Jahr besetzte sie zusammen mit weiteren Punks eine Wohnung in Ostberlin. Diese wurde von der Szene stark frequentiert. Schamal erfuhr in dieser Zeit Anerkennung in der Szene. Zu ihren engen Freunden zählte der Punk Colonel.
Am 30. April 1983 traten die Punkbands Namenlos (mit Schamal am Schlagzeug), Planlos und Unerwünscht während einer Blues-Messe in der Berliner Erlöserkirche auf, die von der Stasi observiert wurde. Namenlos wurde von den zahlreich anwesenden Hippies mit Flaschen beworfen, die Punks pogten zur Musik.
Die Texte der Band wurden vom Ministerium für Staatssicherheit (MfS) als staatsfeindlich bewertet. Ziel des Staates war, dass die Stasi bis 1983 das sogenannte „Punkerproblem“ lösen sollte. An Namenlos wurde ein Exempel statuiert. Am 11. August 1983 wurden die Namenlos-Mitglieder durch das MfS „zur Klärung eines Sachverhalts zugeführt“, was Schamal als eine starke Zäsur in ihrem bisherigen Leben erlebte. Nach 24 Stunden Verhör durch die Stasi, in dem sie die Aussage verweigerte, unterschrieb Schamal ihre „Einweisung“ und wurde weiterhin im Gefängnis festgehalten. Jana Schloßer und Michael Horschig wurden zu 18 Monaten, Frank Masch zu zwölf Monaten Gefängnis verurteilt – nach dem Paragraphen 220 des Strafgesetzbuches der DDR wegen „öffentlicher Herabwürdigung staatlicher Organe“.
Erst nach sieben Wochen wurde Schamal – nach wie vor minderjährig – aus der Untersuchungshaft entlassen. Als Schamal entlassen wurde, war neben ihren Eltern auch die bildende Künstlerin Cornelia Schleime zugegen.
Infolge der Haft litt Schamal an Verfolgungswahn, Depressionen, Emotionsausbrüchen im öffentlichen Raum und Hilflosigkeit verbunden mit erhöhtem Alkohol- sowie Tablettenkonsum. Nach einem Suizidversuch wurde sie in einer psychiatrischen Klinik behandelt. Schamal beschreibt ihre Situation, während ihre Freunde weiter in Haft waren: „Das Bewusstsein, in die Freiheit entlassen zu sein und nicht frei zu sein – das war das Schlimmste.“ Das MfS konstatierte angesichts dieser Tatsachen: „Die bearbeitete illegale Punk-Rock-Formation Namenlos wurde durch strafprozessuale Maßnahmen erfolgreich zersetzt.“
Schamal war anschließend auf der Suche nach einer Beschäftigung, die sie ausfüllte. Punkmusik zu machen kam für sie nicht mehr in Frage, sie wollte sich weiterentwickeln. Die bildende Künstlerin Cornelia Schleime regte sie an, auch zu malen. Schamal hatte vorher schon gezeichnet und gemalt. Sie nutzte das Malen zur Aufarbeitung des Erlebten und um ihre beginnende Sexualität und ihre Beziehung zu dem Punk-Musiker Kaisa (Bassist, zuerst bei Planlos und ab 1984 bei Namenlos) zu reflektieren. Sie sagt über diese Zeit: „Ich hab ganz viele Pornos zum Beispiel gemalt.“ Im März 1984 wurde sie 18 Jahre alt. Seit dieser Zeit war sie als Untergrundkünstlerin tätig.
Von 1984 bis zu seinem Suizid 1988 arbeitete sie mit dem Künstler und Poeten Frank Lanzendörfer zusammen, mit dem sie mehrere Text-Graphik-Editionen erstellte und Malaktionen ausführte. Im Winter 1985/86 wohnte er mit in Schamals Wohnung, wo er eine ganze Reihe Gemälde schuf, von denen die meisten verloren gegangen sind. Im Januar 1986 führten flanzendörfer und Schamal eine gemeinsame Malaktion in der Galerie De'loch durch.
Nach der friedlichen Revolution in der DDR versuchte Schamal – ohne das Abitur abgelegt zu haben – bildende Kunst zu studieren. Sie tat das an der Gerrit Rietveld Academie in Amsterdam. Nach einem halben Jahr brach sie das Studium ab, weil sie sich nicht der Notwendigkeit beugen wollte, sich als Künstlerin mit Selbstvermarktungstechniken auf dem Kunstmarkt zu platzieren.
Mita Schamal spielt auch heute noch Schlagzeug. Sie hat eine Tochter und lebt in Berlin.

## Werk
Schamal malte anfänglich und auch später sogenannte „Rattenbilder“. Sie arbeitete künstlerisch an Experimentalfilmen zusammen mit Cornelia Schleime und flanzendörfer. Sie wirkte an den Künstlerinnenzeitschriften Liane, 1. Mose 2,25, Der Schaden (Hrsg. von Sascha Anderson, Christoph Tannert [u. a.]) sowie an diversen Künstlerinnenbüchern mit Grafiken, Malerei und Texten mit.
- 1984: 16-teilige Siebdruckserie, in: flanzendörfer: un möglich es leben, Künstlerinnenbuch[1]
- 1984: Beitrag für Schaden: Konzetto für Leo., Text, Akt und Fabelwesen, Kunstblatt farbig, 32 × 45,2 cm, in: Schaden. - (1984), 2[11]
- 1984: Das Puttennest, experimenteller Film von Cornelia Schleime, Mitarbeit als Performerin und Darstellerin[12]
- 1985: Beitrag für Schaden: Taktloses Liebesgedicht zum löschen., Text, Zeichnung zu Gedicht, Kunstblatt, schwarz/weiß, 29,8 × 21 cm, in: Schaden. - (1985), 8, S. 39/40[13]
- 1985: Beitrag für Schaden: Meine Seele ist ... ., Text, Zeichnung zu Gedicht, Kunstblatt, farbig, 29,8 × 21 cm, in: Schaden. - (1985), 7, S. 65[14]
- 1986: gemeinsame Malaktion in der Galerie De'loch im Januar 1986, Mita Schamal und flanzendörfer[15]
- 1986: Achkrach Kuckbuck, Künstlerinnenbuch von Mita Schamal und flanzendörfer[16][17]
- 1986: Personalausstellung von Mita Schamal und flanzendörfer in der Ostberliner Underground-Galerie De'loch, 6. bis 28. Dezember: Grafik, Keramik, Malerei, Performance, Wandübermalung und "Abriss", Film-Übermalung Die Eisenkrähe[18][19]
- 1987: Eisenschnäbelige Krähe, Experimentalfilm von flanzendörfer, Mitarbeit als Performerin und Darstellerin[20]
- 1989: Beitrag für Liane, Künstlerinnenzeitschrift: Bilder von Mita und Frank, 1 Kunstblatt, schwarz/weiß, 29,3 × 20,6 cm, in: Künstlerzeitschrift Liane, 6, S. 97[21]
- 2005: Ausstellung ostPUNK! – too much future - PUNK IN DER DDR 1979-1989 im Salon Ost in Berlin, Malerei[22]
- 2006: „Too Much Future“, Dokumentarfilm von Carsten Fiebeler und Michael Boehlke über die Punkbewegung in der DDR, Darstellerin
- 2007: Ausstellung ostPUNK! – too much future - PUNK IN DER DDR 1979-1989 in Dresden im Stadtmuseum, Malerei[23]
- 2007: Namenlos: 1983-89, CD auf Nasty Vinyl (NV 151)
- 2007: Namenlos: 1983-89, LP auf Höhnie Records und Rotten Totten Records (HÖ97, RTR 017)
- 2008: Ausstellung ostPUNK! – too much future - PUNK IN DER DDR 1979-1989 in Halle im Stadtmuseum, Malerei[24]
- 2008: Namenlos: Freiheit, Gleichheit, Brüderlichkeit!, LP, rotes Vinyl, auf Höhnie Records (Hö 105)
- 2013: Namenlos: Armut macht den Mensch zum Tier, Mini-Album, Vinyl, 10", Limited Edition, auf Höhnie Records  (Hö 120), aufgenommen 2009 in Berlin und Hennigsdorf
- 2014: Ausstellung Zwischen Ausstieg und Aktion. Die Erfurter Subkultur der 1960er, 1970er und 1980er Jahre, Ausstellung in der Kunsthalle Erfurth[25]